# Serri
Serri è un comune italiano di 592 abitanti della città metropolitana di Cagliari.

## Storia
L'area fu abitata già in epoca nuragica, per la presenza sul territorio dell'imponente santuario nuragico di Santa Vittoria, il cui utilizzo da parte delle popolazioni locali, con diverse funzioni, iniziò nell'epoca neolitica e continuò durante l'epoca punica, romana e bizantina.
Nel Medioevo il paese appartenne al Giudicato di Cagliari e fece parte della curatoria di Siurgus. Alla caduta del giudicato (1258) passò sotto il dominio pisano e dal 1324 sotto quello aragonese, che lo concesse il feudo alla famiglia dei Carroz. Il paese fu poi incorporato nel marchesato di Mandas, che nel 1603 fu trasformato in ducato, feudo dei Maza. In epoca sabauda la signoria passò ai Tellez-Giron d'Alcantara, ai quali fu riscattato nel 1839 con la soppressione del sistema feudale.
Ai sensi della Legge Regionale n. 9 del 12 luglio 2001, che ha previsto l'istituzione delle nuove province sarde, il comune di Serri, che era in provincia di Nuoro, avrebbe dovuto essere aggregato alla neonata provincia del Medio Campidano; con successiva Legge Regionale n. 10 del 13 ottobre 2003 si stabilì invece che passasse a quella di Cagliari, di cui fece parte fino alla successiva riforma del 2016.

### Simboli
Stemma
Gonfalone
Lo stemma e il gonfalone sono stati concessi con decreto del Presidente della Repubblica del 2 ottobre 2006.

## Monumenti e luoghi d'interesse

### Architetture religiose
- chiesa parrocchiale di San Basilio
- chiesa di Santa Lucia
- chiesa di Sant'Antonio Abate, costruita nel 1770, si trova nella zona più antica del paese, vicino all'ex Monte Granatico. Sulla parte alta della facciata sono visibili merlature ed un piccolo arco centrale che ospita una campana. L'edificio presenta una sola navata, mentre la volta a capriate è separata da archi a tutto sesto.

### Siti archeologici
- Santuario nuragico di Santa Vittoria

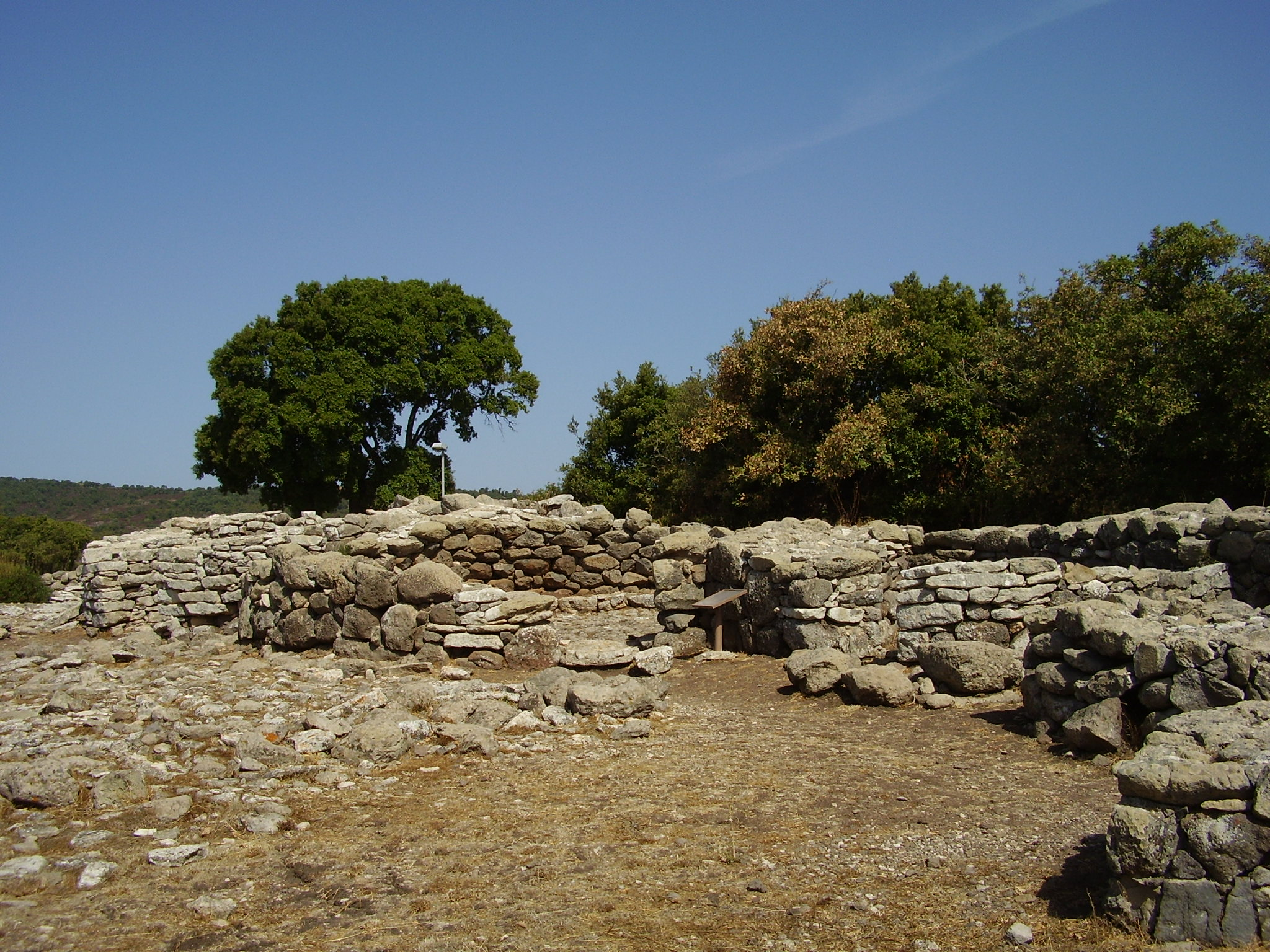
Santuario nuragico di Santa Vittoria

## Società

### Evoluzione demografica
Abitanti censiti

### Lingue e dialetti
La variante di sardo parlata a Serri è il campidanese occidentale.

## Infrastrutture e trasporti

### Ferrovie
A circa un chilometro a sud est del paese è presente la fermata ferroviaria di Serri, posta lungo il tracciato della ferrovia Cagliari-Isili. I treni dell'ARST effettuano relazioni che dalla struttura hanno termine a Monserrato e Mandas a sud e a Isili a nord.